# Гольдарбайтер, Лизл
Лизл Гольдарбайтер (нем. Lisl Goldarbeiter; 23 марта 1909, Вена, Австро-Венгрия — 14 декабря 1997, Будапешт) — австрийская фотомодель, первая Мисс Вселенная, родившаяся за пределами США и пока единственная австрийка — победительница этого конкурса красоты.

## Биография
Родилась в Вене в семье семье Изо Гольдарбайтера (1877—1945), еврея, выходца из Сегеда, Венгрия, галантерейщика и его жены Алоизии, урождённой Шимек (1884—1967).
Мисс Вселенная — 1929, стала победительницей из шестисот конкурсанток. После конкурса получала предложения из Голливуда. Вышла замуж за Фрица Шпильмана, крупного предпринимателя. Жила в Вене до июля 1937 года, затем переехала в Братиславу. С 1950 года — в Будапеште.

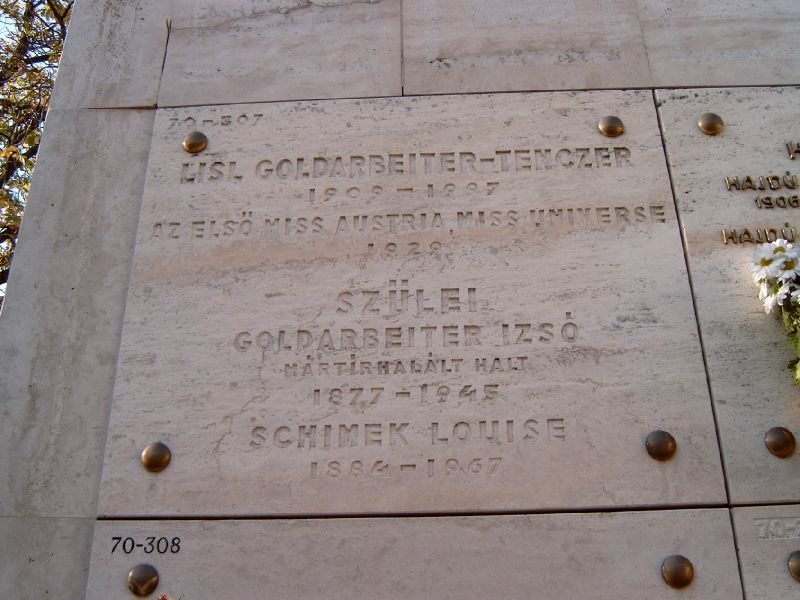
Могила Лизл Гольдарбайтер на будапештском кладбище Фаркашрети

В 2006 году на основе записей её двоюродного брата Марси Тенцера режиссёром Петером Форгачем был снят телефильм «Мисс-Вселенная — 1929 — Лизл Гольдарбайтер. Королева Вены», показанный на Венгерском телевидении в 2006 году.